# Ribera del Llissó
La Ribera del Llissó és un afluent per la dreta del Cardener, al Solsonès que en la part superior del seu curs (fins a la confluència amb la Rasa de Comajuncosa) és coneguda també amb el nom de Rasa de Moriscots.

## Descripció
De direcció predominant O-E, neix a 696 msnm a la partida de Sant Honorat (Solsona), a uns 3255 m. al SE de Cal Bepis i a 150 m. al NE de Ca l'Espolsa. Inicialment agafa la direcció cap al SE, direcció que manté fins que entra al municipi d'Olius. En aquest tram solsoní passa a tocar de Cal Ventura, travessa la carretera de Solsona a Sant Llorenç de Morunys per la Llosa del Cavall poc abans de passar per sota la capella de Sant Honorat i, tot seguit, passa pel costat de la cabana del Vilà, Cal Pampa, la cabana dels Frares, Cal Carboner i Cal Teixidor. Després d'entrar al terme municipal d'Olius, travessa la C-26 i immediatament després, l'antic ramal d'aquesta mateixa carretera pel pont de Moriscots. Des d'allà avança seguint en paral·lel la citada C-26 fins que desguassa al pantà de Sant Ponç a 527 msnm i a 260 m. aigües avall del pont del Molí del Pont.

## Termes municipals que travessa
Des del seu naixement, la Ribera del Llissó passa successivament pels següents termes municipals.
|                                        | Longitud (en m.) | % del recorregut |
| -------------------------------------- | ---------------- | ---------------- |
| Per l'interior del municipi de Solsona | 1.575            | 31,2%            |
| Per l'interior del municipi d'Olius    | 3.476            | 68,8%            |

## Perfil del seu curs
| Recorregut (en m.) | Altitud (en m.) | Pendent' |
| ------------------ | --------------- | -------- |
| 0                  | 696             | -        |
| 500                | 648             | 9,6%     |
| 1.000              | 630             | 3,6%     |
| 1.500              | 619             | 2,2%     |
| 2.000              | 608             | 2,2%     |
| 2.500              | 593             | 3,0%     |
| 3.000              | 578             | 3,0%     |
| 3.500              | 567             | 2,2%     |
| 4.000              | 555             | 2,4%     |
| 4.500              | 545             | 2,0%     |
| 5.052              | 527             | 3,3%     |

## Xarxa hidrogràfica
La xarxa hidrogràfica de la Rasa de la Ribera del Llissó està integrada per 18 cursos fluvials que sumen una longitud total de 19.285 m.
El vessant dret de la conca està integrat per 11 cursos fluvials que sumen una longitud de 7.176 m. mentre que el vessant esquerre inclou 6 cursos fluvials que sumen una longitud de 7.057 m.

### Distribució per termes municipals
| Municipi | Longitud que hi transcorre |
| -------- | -------------------------- |
| Solsona  | 3.255 m.                   |
| Olius    | 16.030 m.                  |

### Afluents destacables
- Rasa de Comajuncosa
- Rasa del Clot de Puiggalí
- Rasa del Clot del Ginjoler